# 布利斯-萊維特Mk 4型魚雷
布利斯-萊維特Mk 4型魚雷（英语：Bliss-Leavitt Mark 4 torpedo）是E.W.布利斯公司於1908年研發與生產的布利斯-萊維特魚雷。它是第一款美國製造，專為潛艇發射而設計的魚雷。美國海軍出於實驗目的購買了約100枚魚雷，使魚雷改進其陀螺儀和減壓閥。它在C和D級潛艇上服役。Mk 4型魚雷以及其他在Mk 7型魚雷前設計的魚雷都被劃定為過時產物，於1922年退役。